# Viruca Yebra
María Elvira Yebra Villanueva, conocida como Viruca Yebra, nacida en Sarria en 1959, es una periodista y escritora española.

## Biografía
Es licenciada en Ciencias de la Información por el Centro Universitario San Pablo CEU y diplomada en Relaciones Públicas y Marketing por la Cámara de Comercio de Madrid. Inició su carrera periodística en El Ideal Gallego y el diario Ya. Colaboró en Escuela Debate y Triunfo. Trabajó en el Gabinete de Prensa de la UCD en 1979. 
Fue jefa de Prensa de la Escuela para la Democracia, del candidato a presidente del Gobierno Landelino Lavilla (1982) y del presidente de la Junta Gerardo Fernández Albor (1984). En 1986 fue nombrada delegada de la Junta de Galicia en Madrid. Ese año empezó a trabajar para ABC como jefa de la sección de Vida Social. Fue fundadora y primera presidenta del Club de Periodistas Gallegos de Madrid y directora del Club Internacional de Marbella. Trabajó en causas benéficas, asociaciones y eventos para recaudar fondos para personas necesitadas.

## Obra
- El fuego del flamboyán (2016). Córdoba: Almuzara. 400 pp. ISBN 9788416776146. Crónica histórica sobre la emigración gallega a Cuba.[4]
- La última condesa nazi (2021). Espasa Libros. 584 pp. ISBN 9788467062830. Retrata la época dorada de Marbella y la vida cotidiana de la jet set.[5]